# 제1회 재외동포영화제
제1회 재외동포영화제는 2005년 12월 2일에 열린 시상식이다.
2일부터 4일까지 서울 중구 서울시립 청소년수련관에서 열렸으며 1954년부터 2005년까지 6개국 12편의 재외동포들이 직접 제작한 작품이 상영되었다.

## 수상 및 후보

### 상영작
- 조선의 어린이
- 하나를 위하여 - 김명준 외 1명
- 해녀 양씨 - 마사키 하라무라
- 그래도 살아야죠 - 황보강자
- 아르헨티나, 나를 위해 울어주나요? - 배연석